# Prisión Provincial de Málaga
La Prisión Provincial de Málaga, también conocida como Centro Penitenciario de Alhaurín de la Torre por encontrarse situada en el  municipio de Alhaurín de la Torre (Málaga) España, es uno de los 14 centros penitenciarios españoles ubicados en la comunidad autónoma de Andalucía.
El concepto de Prisión Provincial de Málaga es incorrecto, máxime cuando en la provincia de Málaga hay tres instituciones correccionales: el Establecimiento Penitenciario de Málaga (hoy Centro Penitenciario Málaga I) en Alhaurín de la Torre, el Centro Penitenciario Málaga II en Archidona, y el Centro de Inserción Social Evaristo Nieto en el polígono industrial del Guadalhorce en Málaga.
La antigua Prisión Provincial de Málaga estaba en la avenida de Cruz de Humilladero. Fue sección abierta dependiente de Centro Penitenciario Málaga I. Actualmente, el edificio pertenece al Ayuntamiento de Málaga, desocupado y sin uso alguno. Es un edificio BIC construido en 1928 y fue una cárcel tipo punto central en cuatro brazos.

## Historia
La cárcel fue inaugurada el 2 de diciembre de 1991 en medio de fuertes protestas vecinales que se saldaron con la detención del alcalde, siete concejales y varios vecinos. A principios de siglo comenzó a tomar fama nacional por albergar a los imputados del Caso Malaya y de otros escándalos de corrupción de la Costa del Sol.
Sustituye a la Antigua Prisión Provincial de Málaga situada en el distrito Cruz de Humilladero de la capital.
Con 2054 reos en octubre de 2008, la cárcel de Málaga era la más poblada de España y la más saturada de Andalucía, ya que soportaba más del doble de presos de su capacidad, puesto que solo existen plazas para 837 personas. Sin embargo, en noviembre de 2016, coincidiendo con su 25.º aniversario, su número de reclusos era de 1 080, siendo el más bajo de su historia. Actualmente el director de la prisión es Jaime.

## Organización
Los presos se acoplan en celdas de tres por cuatro metros, que contienen una mesa de obra, un armario de obra y dos literas. Tiene 13 módulos con 70 celdas cada uno. 
De los 13 módulos que hay, uno es conocido como módulo de respeto y otro es exclusivo y único de mujeres. A este módulo son derivados aquellos reos que por su buen comportamiento, por el cumplimiento de las tareas de reinserción que se les encomiendan. La recomendación del recluso a este módulo es propuesta por el educador que lleve el módulo al que corresponda dicho recluso. 
Entre las principales diferencias de estar en un módulo normal y en el módulo de respeto, se encuentran: tienen las puertas de sus celdas abiertas hasta el último recuento de la noche, a diferencia del resto de módulos que una vez que salen de la celda al patio a las 8:30 de la mañana no van a poder tener más acceso a sus celdas hasta la hora de la siesta, tras ésta de nuevo salen al patio y tampoco volverán a tener acceso al interior de sus celdas hasta por la noche con el recuento.
Otra diferencia es que en el módulo de respeto tienen actividades de carácter lúdico, como por ejemplo, obras de teatro, proyección de películas, se autogestionan en su vida diaria, quiere decir, ellos son los que le proponen a los educadores lo que quieren hacer a nivel lúdico. Este módulo como su propio nombre indica, se caracteriza por tener un ambiente de respeto tanto entre los mismos reclusos como de los reclusos hacia los funcionarios, por lo que la convivencia en él es mucho más pacífica y amena que en el resto de módulos.
Cambiando de tercio, en el centro penitenciario de Alhaurín de la Torre solo existe un único módulo para mujeres, a pesar de ello no se encuentra saturado porque el nivel de comisión de delitos por parte de las mujeres es menor que en el caso de los hombres. El nivel de violencia entre las mismas reclusas es igual que el nivel que se da en los módulos de hombres.